# قوه قضاییه کوبا
قوه قضاییه کوبا (به انگلیسی: Judicial system of Cuba) نهاد قضایی در این کشور می‌باشد. قوه قضائیه توسط دادگاه عالی مردمی و سایر دیوان و دادگاه‌های صلاحیت‌دار تعیین و منصوب می‌شود. دادگاه عالی مردمی بالاترین قدرت قضایی است و تنها در برابر مجمع ملی پاسخگو است. این دادگاه می‌تواند از طریق شورای دولت قوانین و آیین‌نامه‌های خود را منتشر سازد. قضات به صورت مستقل عمل می‌کنند ولی موظفند دست کم یکبار در سال گزارش فعالیت‌های خود را به اطلاع ذی‌صلاح برسانند. هر شخص متهم حق دارد به دفاع از خود پرداخته تنها از طریق دیوان محاکمات به جرم او رسیدگی شود.

## دادگاه عالی مردم
داده عالی مردم متشکل از پلنوم (Plenum) حزب، دادگاه قضایی در جلسه مشترک و شورای دولت. شورای دولت مرکب از رئیس و معاون رئیس دادگاه عالی مردم، رؤسای هر یک از دادگاه‌های قضایی و رئیس دیوان عالی کشور است. وزیر دادگستری نیز ممکن است در جلسات حضور بهم رساند.